# David Caruso
David Caruso (Nova Iorque, 7 de Janeiro de 1956) é um ator americano conhecido principalmente por ter integrado o elenco da famosa série CSI: Miami como Horatio Caine, de 2002 a 2012.

## Biografia
Filho de pai italiano e de mãe irlandesa, David Caruso estudou em Queens, Nova Iorque, na mesma escola que Ray Romano, (Everybody Loves Raymond). Mais tarde estudou na escola Archbishop Molloy High School, na qual finalizou os estudos em 1974.

### Vida pessoal
Caruso é dono de uma loja de roupas em Miami, Steam. Tem uma filha, Greta (1 de Junho de 1984), fruto da sua relação com a segunda mulher, a actriz Rachel Ticotin. Ele e sua atual namorada Liza Marquez têm dois filhos juntos: um menino, Marquez Anthony (nascido em 15 de setembro de 2005) e uma garota, Paloma Raquel (nascida em 16 de outubro de 2006). A família divide a vida em suas casas de Miami e Los Angeles.

### Carreira
Desde 2002 que faz o papel de Tenente Horatio Caine na popular série CSI: Miami, a série mais vista a nível mundial.
Seu primeiro sucesso na tela grande foi como promotor público no filme Jade, de 1995, drama/ação dirigido por William Friedrich. No elenco, Linda Florentino, Chaz Palminteri, Richard Crenna.
No CSI,Caruso é conhecido por dizer as suas frases antes da apresentação inicial dos episódios, cenas em que normalmente coloca os óculos antes de sair do ângulo de visão da câmara. A sua personagem tem sido alvo de muitas paródias por parte dos comediantes, incluindo o famoso Jim Carrey.

## Filmografia
- Without Warning (1980) - br: Sem Aviso - Tom
- Crazy Times (TV Movie - 1981) -  br: Época Maluca - Bobby Shea
- Seriado Chip's - Temporada 6 - episódio 12 (1982)
- Rambo - Programado para matar - policial Mitch (1983)
- An Officer and a Gentleman (1982) - br: A Força do Destino / pt: Oficial e Cavalheiro - Topper Daniels
- First Blood (1982) - pt: Rambo - A Fúria do Herói - Mitch
- Hill Street Blues (1981–1983) - Tommy Mann (líder da gangue The Shamrocks)
- TJ Hooker (1983; episódio "Requiem for a Cop" - Jennings)
- Thief of Hearts (1984) - Buddy Calamara
- The First Olympics: Athens, 1896 (1984) - James Connolly
- Blue City (1986) - Joey Rayford
- China Girl (1987) as Mercury
- Twins (1988) - br: Irmãos Gêmeos / pt: Gémeos -  Al Greco
- King of New York (1990) - pt: Rei de Nova York - Dennis Gilley
- Hudson Hawk (1991) - br: O Falcão Está à Solta / pt: Hudson Hawk - O Falcão Ataca de Novo - Kit Kat
- Mad Dog and Glory (1992) - br: Uma Mulher para Dois / pt: Uma Mulher para Dois Homens - Mike
- NYPD Blue (1993–1994) - br: Nova York Contra o Crime - Det. John Kelly
- Kiss of Death (1995) - pt: O Beijo da Morte - Jimmy Kilmartin
- Jade (1995) - David Corelli
- Michael Hayes (1997) - Michael Hayes
- Body Count (1997) - pt: Roubo Quase Perfeito - Hobbs
- Cold Around the Heart (1997) - pt: Ambição Desenfreada
- Proof of Life (2000) - pt: Prova de Vida - Dino
- Session 9 (2001) - pt: A Nona Sessão - Phil
- Black Point (2001) - John Hawkins
- CSI: Miami (2002–2012) - Ten. Horatio Caine
- Rehab (2010-2011) - Produtor